# Fotografía infrarroja

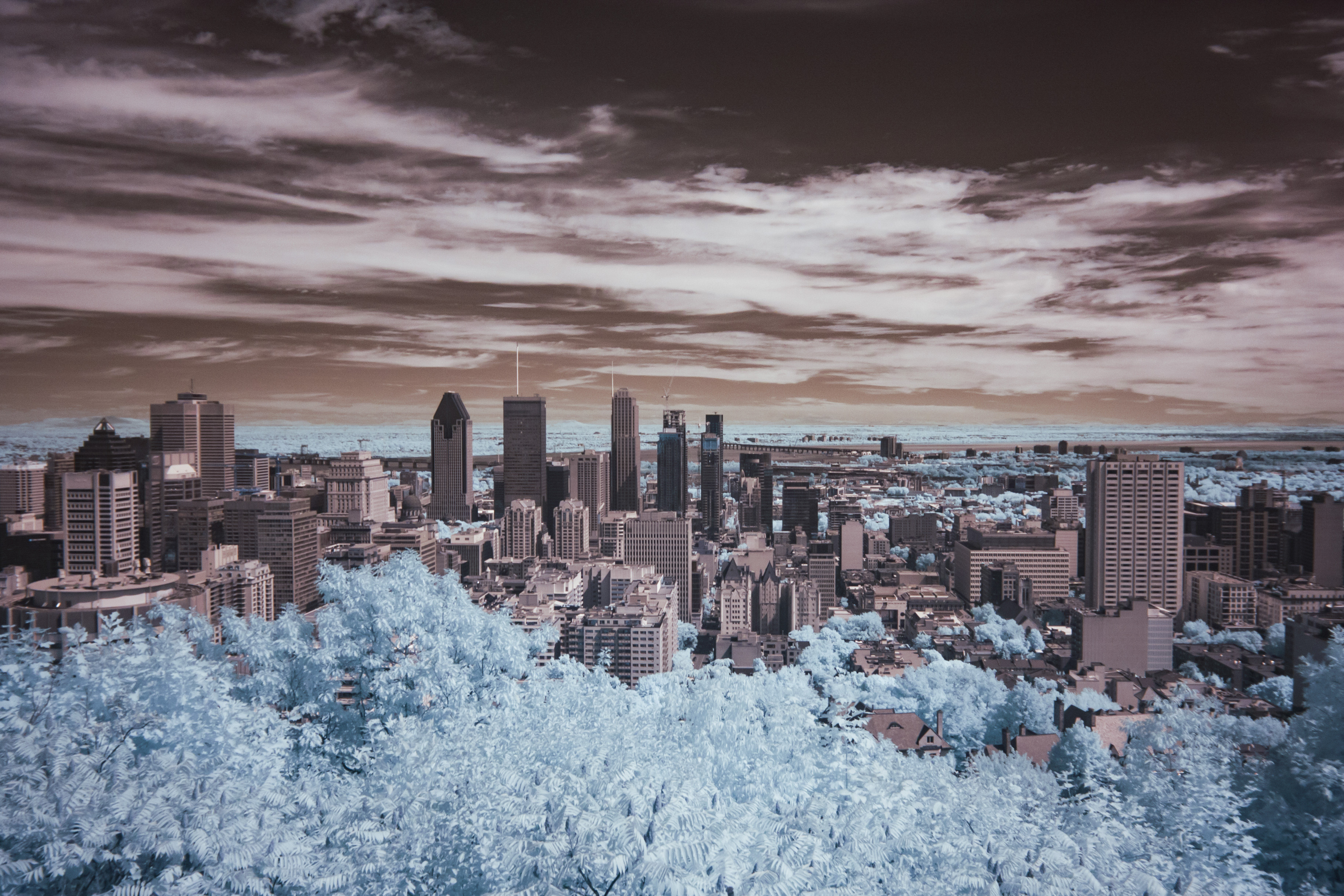
Montréal en infrarrojos.

La fotografía infrarroja o técnica fotográfica infrarroja es aquella que nos permite fotografiar uno de los espectros lumínicos comprendidos entre 700 y 1200 nanómetros, no visibles para el ojo humano. Sus aplicaciones pueden ser artísticas o científicas.
En la fotografía de infrarrojos, la película o el sensor de imagen utilizado es sensible a la luz infrarroja. La parte del espectro utilizada se denomina infrarrojo cercano para distinguirla del infrarrojo lejano, que es el dominio de la imagen térmica. Las longitudes de onda utilizadas para la fotografía van desde unos 700 nm a unos 900 nm. La película suele ser también sensible a la luz visible, por lo que se utiliza un filtro pasante de infrarrojos; este permite que la luz infrarroja (IR) pase a través de la cámara, pero bloquea todo o la mayor parte del espectro de luz visible (el filtro se ve así negro o rojo intenso). (El término "filtro de infrarrojos" puede referirse a este tipo de filtro o a uno que bloquea los infrarrojos pero que pasa por otras longitudes de onda).
Cuando estos filtros se utilizan junto con películas o sensores sensibles a los infrarrojos, se pueden obtener "efectos en la cámara"; imágenes en falso color o en blanco y negro con un aspecto onírico o a veces espeluznante conocido como "efecto madera", un efecto causado principalmente por el follaje (como las hojas de los árboles y la hierba) que se refleja fuertemente de la misma manera en que la luz visible se refleja en la nieve. El efecto recibe su nombre del pionero de la fotografía infrarroja Robert W. Wood, y no del material madera, que no refleja fuertemente el infrarrojo.
Los otros atributos de las fotografías en infrarrojo incluyen cielos muy oscuros y la penetración de la neblina atmosférica, causada por la reducción de la dispersión de Rayleigh y la dispersión de Mie, respectivamente, en comparación con la luz visible. Los cielos oscuros, a su vez, dan lugar a menos luz infrarroja en las sombras y a reflejos oscuros de esos cielos en el agua, y las nubes se destacarán fuertemente. Estas longitudes de onda también penetran unos pocos milímetros en la piel y dan un aspecto lechoso a los retratos, aunque los ojos a menudo se ven negros.

## Historia
Hasta principios del siglo XX, la fotografía en infrarrojo no era posible porque las emulsiones de haluro de plata no son sensibles a longitudes de onda más largas que la de la luz azul (y en menor medida, la luz verde) sin la adición de un colorante que actúe como sensibilizador del color. Las primeras fotografías en infrarrojo (a diferencia de las espectrógrafas) que se publicaron aparecieron en la edición de febrero de 1910 de The Century Magazine y en la edición de octubre de 1910 de la Royal Photographic Society Journal para ilustrar los trabajos de Robert W. Wood, quien descubrió los inusuales efectos que ahora llevan su nombre. La RPS coordinó los eventos para celebrar el centenario de este evento en 2010. Las fotografías de Wood fueron tomadas en una película experimental que requería exposiciones muy largas; por lo tanto, la mayor parte de su trabajo se centró en los paisajes. Otro conjunto de paisajes infrarrojos tomados por Wood en Italia en 1911 utilizó placas proporcionadas por CEK Mees en Wratten & Wainwright. Mees también tomó algunas fotografías en infrarrojo en Portugal en 1910, que ahora están en los archivos de Kodak.
Las placas fotográficas sensibles al infrarrojo fueron desarrolladas en los Estados Unidos durante la Primera Guerra Mundial para el análisis espectroscópico, y los tintes sensibilizadores de infrarrojos fueron investigados para mejorar la penetración de la neblina en la fotografía aérea. Después de 1930, las nuevas emulsiones de Kodak y otros fabricantes se volvieron útiles para la astronomía infrarroja.
La fotografía infrarroja se hizo popular entre los entusiastas de la fotografía en la década de 1930, cuando se introdujo comercialmente la película adecuada. El Times publicó regularmente fotografías aéreas y de paisajes tomadas por sus fotógrafos de plantilla usando película infrarroja de Ilford. En 1937 había 33 tipos de películas infrarrojas disponibles de cinco fabricantes, incluyendo Agfa, Kodak e Ilford. Las películas infrarrojas también estaban disponibles y se usaban para crear efectos de día y noche en las películas, un ejemplo notable son las secuencias aéreas pseudo-nocturnas en la película de James Cagney/Bette Davis The Bride Came COD.
La fotografía infrarroja en color falso se convirtió en una práctica muy extendida con la introducción de la película aérea infrarroja Ektachrome de Kodak y el Ektachrome Infrared EIR. La primera versión de esto, conocida como Kodacolor Aero-Reversal-Film, fue desarrollada por Clark y otros en la Kodak para la detección de camuflaje en la década de 1940. La película se hizo más disponible en forma de 35mm en los años 60, pero la película infrarroja KODAK AEROCROME III 1443 ha sido descontinuada.
La fotografía infrarroja se hizo popular entre un número de artistas de grabación de la década de 1960, debido a los inusuales resultados; Jimi Hendrix, Donovan, Frank Zappa y los Grateful Dead emitieron álbumes con fotos infrarrojas de portada. Los colores y efectos inesperados que la película infrarroja puede producir encajan bien con la estética psicodélica que surgió a finales de los 60.

## Técnica

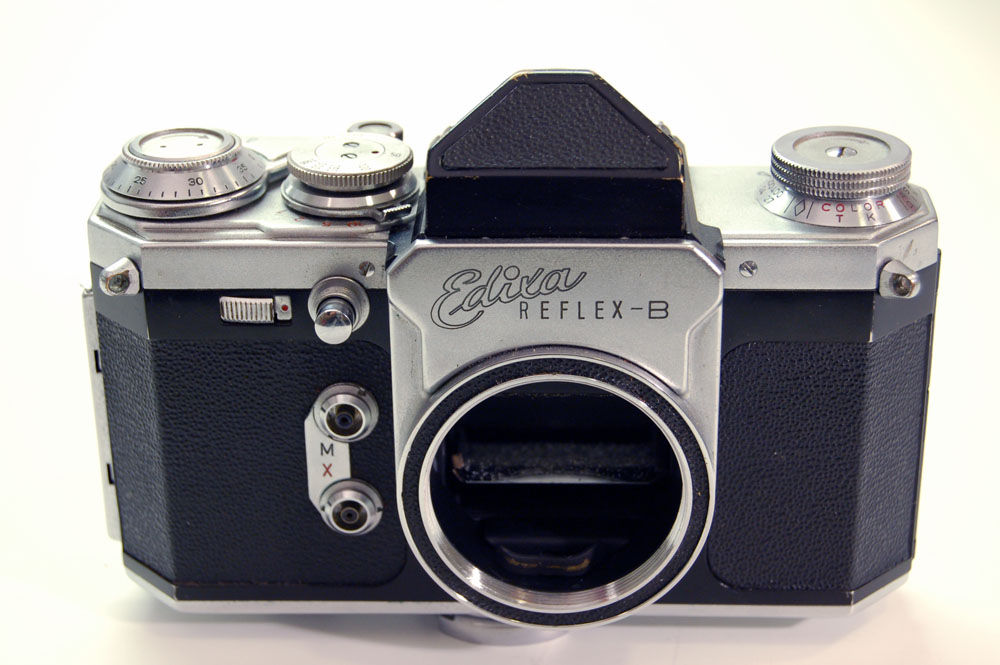
Máquina reflex tradicional.

La fotografía infrarroja requiere de una fuente de radiación infrarroja. Todo cuerpo caliente emite radiación en la gama del infrarrojo.
El equipo fotográfico que se necesita, puede ser una cámara reflex convencional, acompañada de filtros y película sensible a esta longitud de onda.

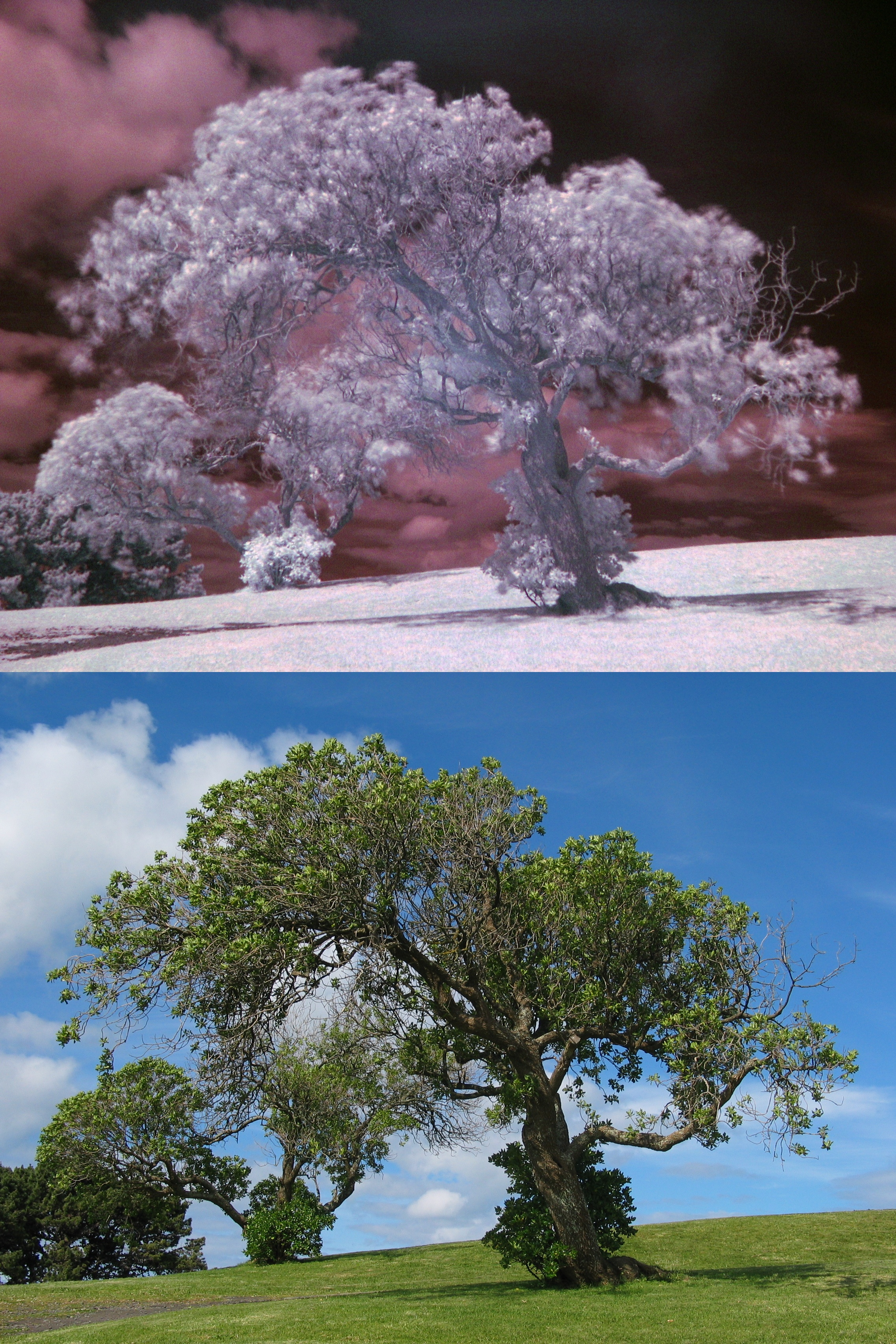
Arriba: imagen infrarroja en falso color. Abajo: Fotografía en el espectro visible.

### Filtros
Los filtros infrarrojos tienen como misión excluir la radiación ultravioleta y la totalidad o gran parte del espectro visible, dejando pasar a través del objetivo de la cámara solamente el espectro infrarrojo. Sin un filtro de infrarrojo, la película absorbería todo el espectro dejando el negativo inservible.
En el mercado se pueden encontrar diferentes tipos de filtros infrarrojo, según las necesidades. Básicamente, difieren en la cantidad de espectro infrarrojo que dejan pasar. A mayor cantidad de espectro infrarrojo, el efecto en la película se acentuará. De las marcas más populares que comercializan estos filtros, se destacan Hoya, Tiffen y Kodak.

### Película infrarroja
A diferencia de las películas convencionales que hay en cualquier establecimiento, las infrarrojas están sensibilizadas para trabajar en las longitudes de onda comprendidas entre los 700 y los 1200 nanómetros. Estas películas están tratadas especialmente para que reaccionen químicamente en estas ondas. Entre las películas infrarrojas más conocidas hay que destacar las películas kodak infrared, tales como HIE (película en blanco y negro) o la EIR (película diapositiva en color). También existe en el mercado una gama de películas que simulan el efecto, con ayuda de filtros, como la película Ilford sfx 200 en blanco y negro. Entre ellas, hay algunas que dan como resultado un falso color, y otras unos extraños tonos en blanco y negro.

## Uso de la fotografía infrarroja
El inicio de la fotografía infrarroja se remonta a la creación de un sistema militar para detectar camuflajes. Hoy en día la aplicación de la fotografía infrarroja se ha extendido en muy diversas áreas como la científica o la artística.

### Fotografía científica

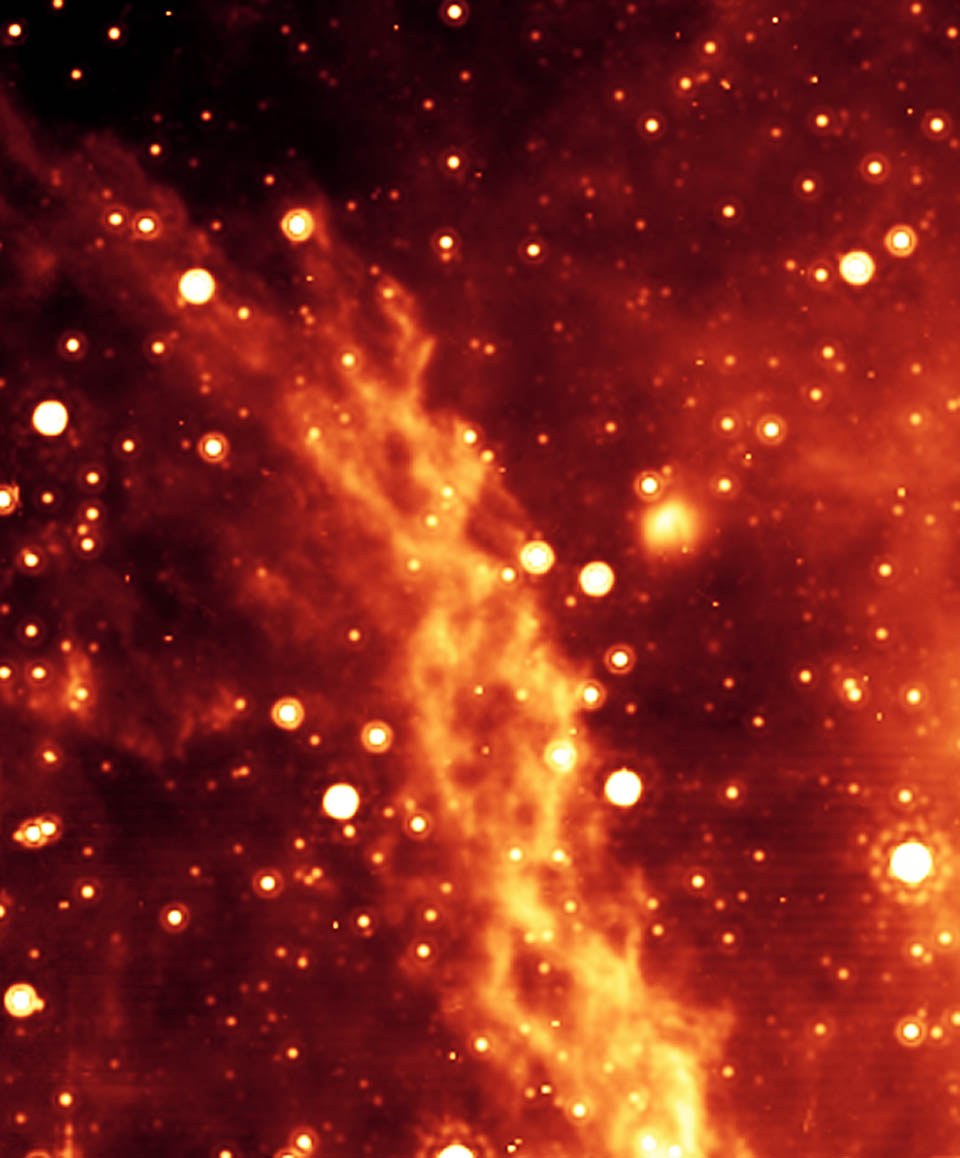
Imagen del telescopio Spitzer en el espectro infrarrojo.

Su uso más extendido es entre los astrónomos. Casi un 90% de la materia que compone el universo no puede apreciarse en el espectro lumínico que captan nuestros ojos. Muchas zonas del espacio, no irradian este tipo de ondas. También es posible encontrar zonas como grandes regiones de polvo cósmico que solo dejan pasar la radiación infrarroja. Gracias a telescopios como el IRTS, se pueden conocer zonas del universo, que de otra manera hubiera sido imposible.
También se utiliza la fotografía infrarroja en medicina, como medio de diagnosis de ciertos tipos de cáncer, detectando en la piel temperaturas anormales.

### Fotografía artística
Debido a la peculiaridad de las tonalidades pictóricas que se consiguen con las fotografías infrarrojas, muchos artistas como Pedro Fernández Aguado, Lindsay Garret, Seth Mayer, Donald AAby, Sergio Cardenas y el prestigioso Simon Marsden, han conseguido crear mundos fantasmagóricos en algunos casos o surrealistas en otros.Bajo el nombre de fotografía academicista, también es llamada fotografía artística.

## Actualidad
Con la aparición de la fotografía digital, las técnicas clásicas del infrarrojo, han ido perdiendo terreno. Hoy en día, la experimentación con el infrarrojo en cámaras fotográficas digitales se basa en desposeer a estas del filtro "hot mirror" que las protege de esta radiación. Con esta pequeña operación, se consigue, que algunas máquinas digitales del mercado, acompañadas de un filtro infrarrojo, consigan fotografías infrarrojas. 